# Ghostbusters II (videogioco 1990 NES)
Ghostbusters II è un videogioco a piattaforme per la console NES ispirato al film Ghostbusters II - Acchiappafantasmi II, pubblicato per la prima volta nel 1990 dalla software house Activision. Il titolo è stato pubblicato il 26 dicembre 1990 in Giappone, il 1º aprile 1990 in America del Nord e il 9 dicembre 1990 in Europa.
È completamente diverso dagli altri videogiochi di Ghostbusters II usciti per home computer (1989), DOS (1990) e Game Boy (1990).